# 1648

## Събития
- Вестфалски мирен договор и край на Тридесетгодишната война.